# Menashe
Menashe är en amerikansk dramafilm från 2017, regisserad av Joshua Z Weinstein. Den hade premiär januari 2017 på Sundance Film Festival.
Filmen handlar om Menashe (spelad av Menashe Lustig), en chassidisk ortodox jude bosatt i Brooklyn, New York. När hans fru Lea dör måste han kämpa för att behålla vårdnaden av sin son, Rieven. Hans strikt religiösa omgivnings traditioner förbjuder nämligen honom från att uppfostra pojken ensam. Filmens dialog är huvudsakligen på jiddisch.